# Patinaj artistic la Jocurile Olimpice de iarnă din 1924 - Individual feminin
Proba de patinaj artistic individual feminin de la Jocurile Olimpice de iarnă din 1924 de la Chamonix, Franța a avut loc în perioada 29-31 ianuarie 1924. Au concurat 8 patinatoare din 6 țări.

## Rezultate
| Loc | Nume              | Țară                       | PO | PL | Total puncte | Locuri |
| --- | ----------------- | -------------------------- | -- | -- | ------------ | ------ |
| 1   | Herma Szabo       | Austria                    | 1  | 1  | 299,17       | 7      |
| 2   | Beatrix Loughran  | Statele Unite ale Americii | 2  | 3  | 279,85       | 14     |
| 3   | Ethel Muckelt     | Marea Britanie             | 3  | 7  | 250,07       | 26     |
| 4   | Theresa Blanchard | Statele Unite ale Americii | 4  | 4  | 249,53       | 27     |
| 5   | Andrée Joly       | Franța                     | 7  | 2  | 231,92       | 38     |
| 6   | Cecil Smith       | Canada                     | 5  | 5  | 230,75       | 44     |
| 7   | Kathleen Shaw     | Marea Britanie             | 6  | 8  | 221,00       | 46     |
| 8   | Sonja Henie       | Norvegia                   | 8  | 6  | 203,82       | 50     |

Arbitru:
- Alexander von Szabo de Bucs

Judecători:
- J. Fellner
- Walter Jakobsson
- Herbert Yglesias
- Ernst Herz
- Louis Magnus
- R. Japiut
- Georges Wagemans